# Eduard Suess
Eduard Suess (Londres, 20 de agosto de 1831 — Viena, 26 de abril de 1914) foi um geólogo especialista na geografia dos Alpes.
Postulou a existência de duas das principais estruturas geográficas extintas da Terra: o supercontinente de Gondwana (proposto em 1861) e o mar de Tétis. Cunhou o termo biosfera.

## Vida
Quando tinha três anos sua família mudou para Praga, então para Viena 11 anos depois. Interessado em geologia desde jovem, ele teve a sua primeira publicação sobre a geologia de Carlsbad, agora na República Tcheca, aos 19 anos.
Por volta de 1857 era professor de geologia na Universidade de Viena, e de lá gradualmente desenvolveu a visão de uma conexão entre África e Europa.
Sua outra principal descoberta foram as Glossopteris, espécie de samambaias arborescentes fossilizadas encontradas na América do Sul, África e Índia (assim como na Antártida, embora ele nunca tenha sabido disso). Sua explicação era de que estes três continentes estiveram unidos em um supercontinente, que ele chamou de Terra de Gondwana (do inglês Gondwanaland), em referência à região de Gondwana, na Índia, onde esta flora foi encontrada pela primeira vez.. Suess acreditava que os oceanos inundaram os espaços entre essas terras, quando, na realidade, os continentes é que se afastaram. Ainda assim, a configuração por ele proposta é muito semelhante ao que é actualmente aceite, pelo que a denominação foi mantida.
Suess é considerado um dos mais antigos praticantes da ecologia. Publicou uma síntese abrangente de suas ideias em 1885-1901, com o título de "Das Antlitz der Erde" (traduzido como "A face da terra"), que foi um livro texto muito popular por muitos anos. Neste trabalho Suess também introduziu o conceito de biosfera, que mais tarde foi aprofundado por outros estudiosos como Vladimir I. Vernansky em 1926.
Eduard Suess foi laureado com a medalha Copley da Royal Society em 1903. Foi laureado também com a medalha Wollaston, concedida pela Sociedade Geológica de Londres, em 1896. Uma cratera (Cratera de Suess) na lua e uma cratera de impacto em Marte foi nomeada em sua homenagem.

## Obras
- "Bœhmische Graplotithen", 1852
- "Ueber den Loess", 1866
- "Die tertiaeren Landfaunen Mittelatiliens", 1871
- "Die Entstehung der Alpen", 1875
- "Die Zukunft des Goldes", 1877
- "Das Antlitz der Erde", 1883 a 1901
- "Die Zukunft des Silbers", 1892